# Lódarázsholyva
A lódarázsholyva (Velleius dilatatus) a rovarok (Insecta) osztályának bogarak (Coleoptera) rendjébe, ezen belül a mindenevő bogarak (Polyphaga) alrendjébe és a holyvafélék (Staphylinidae) családjába tartozó faj.

## Előfordulása
A lódarázsholyva Európa egyik mindenevő bogara. Magyarországon is előfordul.

## Megjelenése
A rovar körülbelül 26 milliméter hosszú. Hosszúkás teste teljes egészében fénylő fekete.

## Életmódja
Ez a holyvafaj lódarázs (Vespa crabro) kommenzalizmusban, magyarosabb elnevezéssel asztalközösségben él (ez az ökológiában használatos fogalom két populáció olyan kapcsolatát jelenti, amely az egyik fél számára előnyös, a másiknak közömbös). Ez a rovar a lódarazsak fészkében él, de nem tesz kárt a darazsakban vagy azok utódjaiban, emiatt a hártyásszárnyúak megtűrik a fészkükben. A lódarázsholyva a fészekben levő törmelékkel táplálkozik; sőt annyira függ ettől a tápláléktól, hogy a fészken kívüli törmelékből nem tudna megélni. A darázsfészket igen jó szaglásának köszönhetően kutatja fel. Egy darázsfészekben átlagosan 10 példány is élhet.

## Források

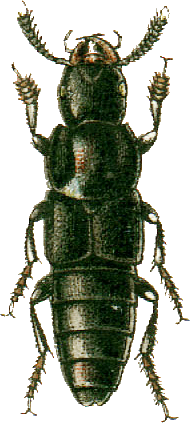
Rajz a rovarról

## Fordítás
- Ez a szócikk részben vagy egészben  a   Velleius dilatatus című angol Wikipédia-szócikk ezen változatának fordításán alapul.  Az eredeti cikk szerkesztőit annak laptörténete sorolja fel. Ez a jelzés csupán a megfogalmazás eredetét és a szerzői jogokat jelzi, nem szolgál a cikkben szereplő információk forrásmegjelöléseként.